# نادي برافو
نادي برافو هو نادي كرة قدم سلوفيني من مدينة ليوبليانا يلعب حالياً في دوري سلوفينيا لكرة القدم،تأسس النادي في 2006.